# Vitamina D
Vitaminele D reprezintă un grup de vitamine de tip secosteroide liposolubile a căror rol principal este creșterea absorbției intestinale a calciului, magneziului și a ionului fosfat. Pentru organismul uman, cele mai importante forme de vitamina D sunt vitamina D3 (cunoscută și ca colecalciferol) și vitamina D2 (cunoscută și ca ergocalciferol). Fără un indice, vitamina D se referă la D2, D3 sau ambele. Vitamina D3 este biosintetizată în pielea vertebratelor după expunerea la lumina ultravioletă de tip B (UVB), din sursele solare sau artificiale și apare în mod natural într-o gamă mică de alimente. În unele țări, alimentele de bază precum laptele, făina sau margarina sunt artificial îmbogățite cu vitamina D și este de asemenea disponibilă sub forma de pilule, ca și supliment alimentar. Sursele de mâncare precum peștele, ouăle sau carnea sunt foarte bogate în vitamina D și sunt adesea recomandate persoanelor care suferă de deficiență de vitamina D.
Vitamina D este dusă de fluxul sanguin până la ficat unde se transformă în prohormon de calciu. Circulând prin corp, calcidiolul se poate transforma în calcitriol, o formă biologică activă a vitaminei D, fie în rinichi, fie de monocitele-macrofage în sistemul imunitar. Când este sintetizată de o monocită-macrofagă, acționează la nivel local ca și o citozină, apărând organismul împotriva organismelor microbiene.
Când este sintetizată în rinichi, calcitriolul circulă ca hormon, reglementând printre altele, concentrația de calciu și fosfat în sânge, promovând mineralizarea sănătoasă, creșterea și remodelarea osoasă și prevenind tetania hipocalcemică. Insuficiența de vitamina D poate duce la oase subțiri, fragile sau deformate, în timp ce suficiența previne rahitismul la copii, osteomalacia la adulți și, împreună cu calciul, ajută la protejarea oamenilor în vârstă care au osteoporoză. Vitamina D modulează de asemenea funcțiile neuromusculare, reduce inflamațiile și influențează acțiunea a mai multor gene care reglementează proliferarea, diferențierea și apoptoza celulelor.

## Forme
| Nume        | Compoziția chimică                                 | Structura                       |
| ----------- | -------------------------------------------------- | ------------------------------- |
| Vitamina D1 | Compusă din ergocalciferol și lumisterol, 1:1      |                                 |
| Vitamina D2 | ergocalciferol (sintetizat din ergosterol)         | Note double bond at top center. |
| Vitamina D3 | colecalciferol (din 7-dehidrocolesterol în piele). |                                 |
| Vitamina D4 | 22-dihidroergocalciferol                           |                                 |
| Vitamina D5 | sitocalciferol (din 7-dehidrositosterol)           |                                 |

Au fost descoperite mai multe forme de vitamina D. Formele majore sunt D2 sau ergocalciferol și D3 sau colecalciferol. Acestea sunt cunoscute sub numele de calciferol. Vitamina D2 a fost caracterizată din punct de vedere chimic în 1932. În 1936 structura chimică a vitaminei D3 a fost stabilită și a rezultat în urma procesului de iradiere a 7-dehidrocolesterolului.
Chimic, diferitele forme ale Vitaminei D sunt secosteroizi, adică steroizi unde un inel este rupt. Diferența structurală dintre vitamina D2 și D3 este vizibilă în structura moleculară și anume în lanțul lateral de molecule. Lanțul lateral al vitaminei D2 conține o legătură dublă între atomii de carbon 22 și 23 și un grup de metil lângă atomul 24.

### Evoluția

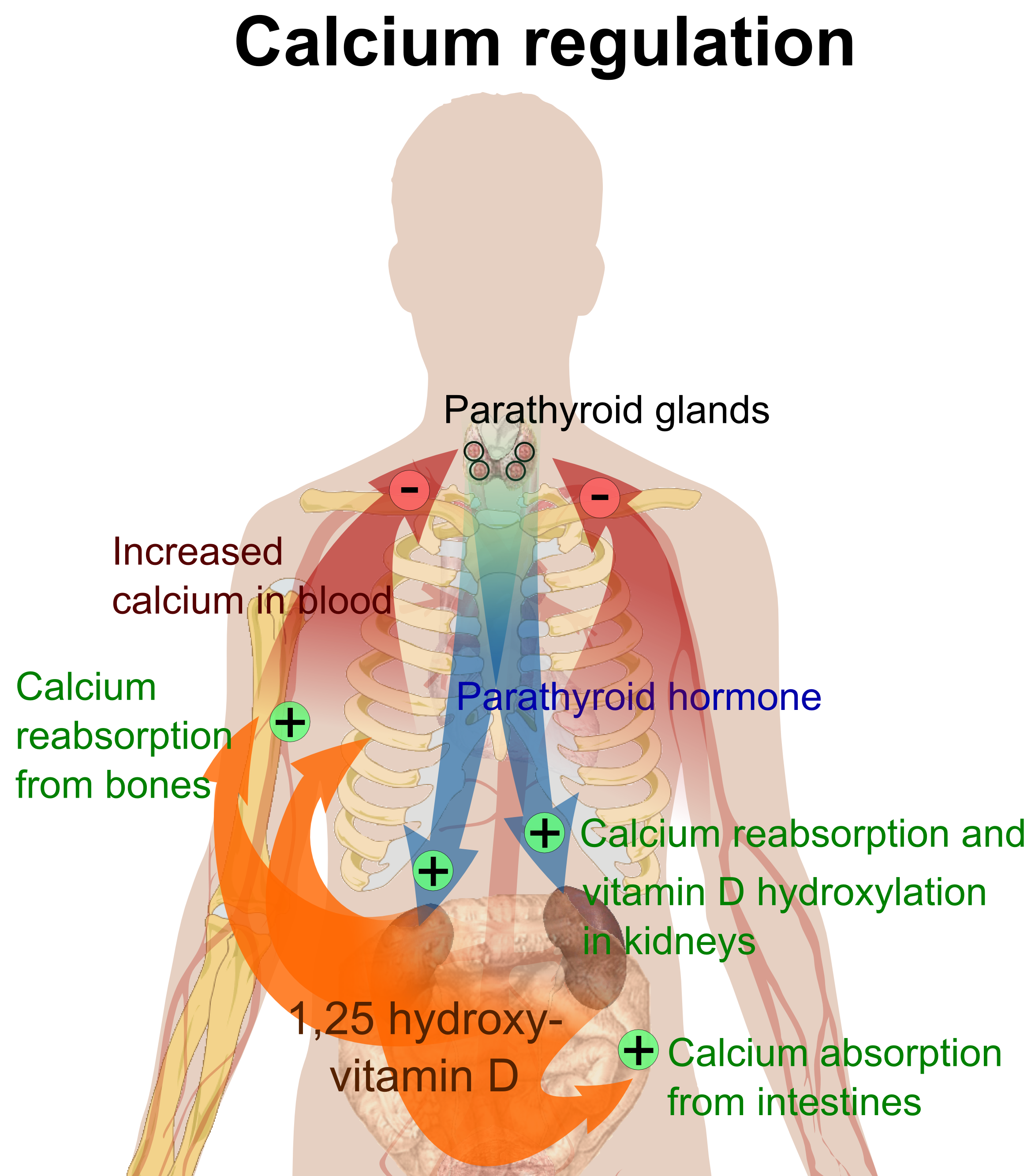
Calciul în corpul uman. Rolul vitaminei D este colorat în portocaliu.

Fotosinteza vitaminei D a evoluat cu aproximativ 750 milioane de ani în urmă. Fitoplanctonul cocliofor Emeliani huxlei este un exemplu. Vitamina D a a jucat un rol esențial în menținerea unui schelet calcificat la vertebrate. Deoarece vitamina D poate fi sintetizată doar printr-un proces fotochimic, vertebratele care au părăsit prea devreme mediul acvatic au fost nevoite să caute și să mănânce hrană bogată în vitamina D pentru a-și satisface cerințele corporale.

### Producția în piele

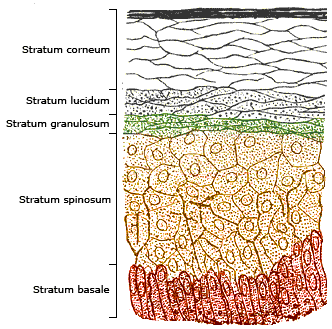
Straturile epidermale ale pielii.

Vitamina D3 este produsă în piele atunci când 7-dehidrocolesterolul reacționează cu lumina ultravioletă UVB la lungimi de unde între 270-300 nm, cu sinteza de vârf care apare între 295-297 nm. Aceste lungimi de undă sunt prezente în lumina soarelui atunci când indicele luminii UV este mai mare decât 3. La această altitudine solară de zi cu zi în timpul anotimpurilor primăvara și vara, în regiunile temperate și rareori la cercurile arctice, vitamina D3 este produsă în piele. În funcție de intensitatea razelor UV și de timpul de expunere, echilibrul din piele se poate forma și astfel, vitamina D degenerează la fel de repede precum generează.
Pielea constă în două straturi principale: stratul interior numit dermă, compus în mare parte din țesut conjunctiv, iar epiderma în exterior fiind mai subțire. La rândul ei, epiderma este compusă din cinci straturi, acestea fiind:
- Stratul bazal
- Stratul spinos
- Stratul granulos
- Stratul lucid
- Stratul cornos

Calcociferolul fotochimic este produs în piele din 7-dehidrocolesterol; 7-dehidrocolesterolul este produs în cantități relativ mari în pielea vertebratelor, inclusiv a oamenilor. Șobolanul cârtiță gol pare a fi deficitar de calcociferol, deoarece serul 25-OH este nedetectabil. Interesant este că acest șobolan este rezistent la îmbătrânire, menținându-și sănătos sistemul vascular și având durata de viață cea mai lungă dintre toate rozătoarele.
La unele animale, prezența blănii groase împiedică razele UV să atingă pielea. Astfel, la păsări și la mamiferele cu blană, vitamina D este generată din secrețiile uleioase ale pielii depozitate.
În 1923 s-a stabilit că, atunci când 7-dehidrocolesterolul este iradiat cu lumină, o formă de grăsime liposolubilă este produsă. Alfred Fabian Hess a arătat că lumina este egală cu vitamina D. Adolf Windaus a primit Premiul Nobel în Chimie în 1928 datorită muncii sale privind vitaminele și steroizii. În 1930 a clarificat și mai mult structura chimică a vitaminei D.